# Warszawska Spółka Akcyjna Budowy Parowozów

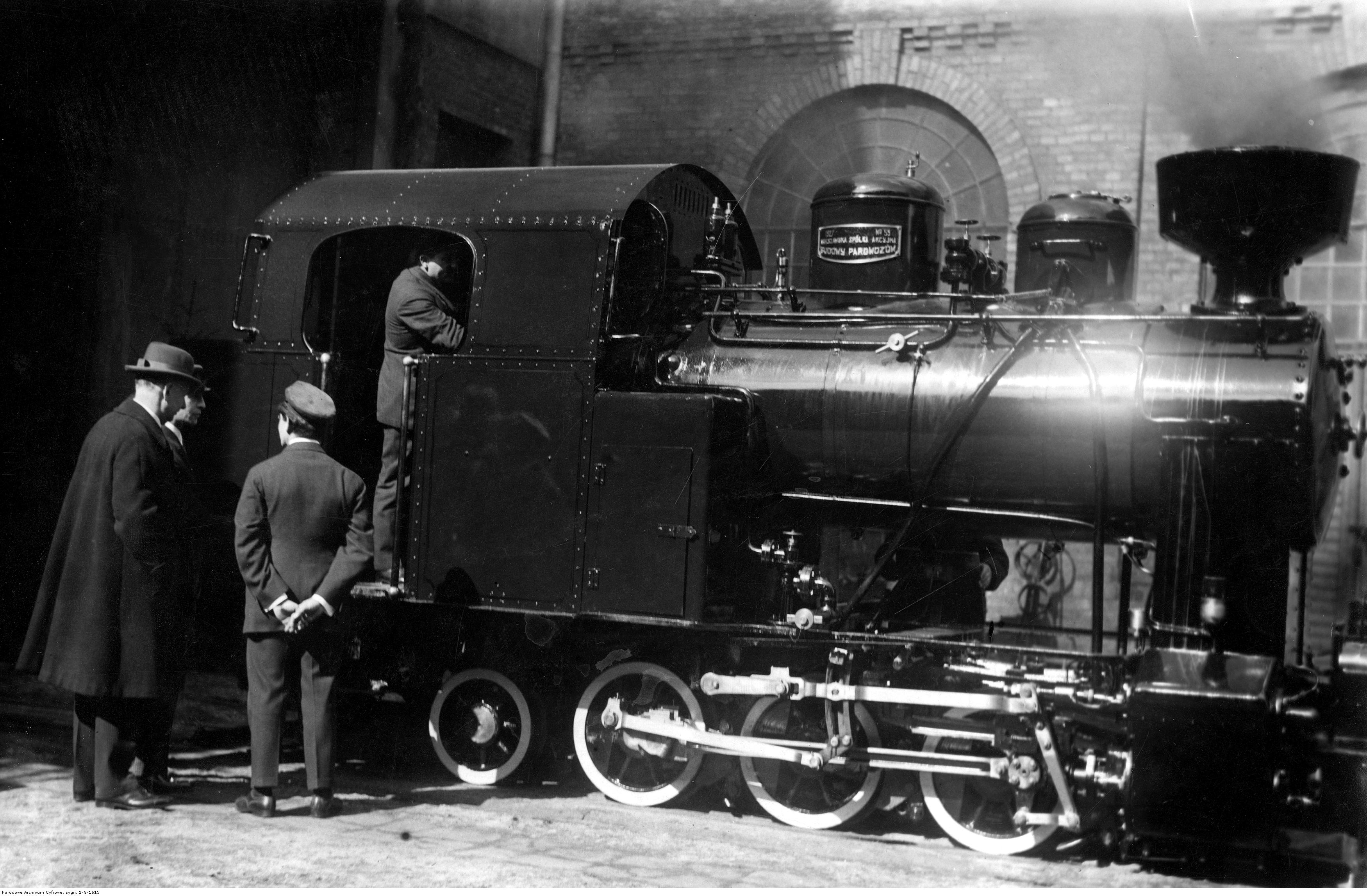
Jeden z parowozów wyprodukowanych przez spółkę na terenie zakładu (1927)

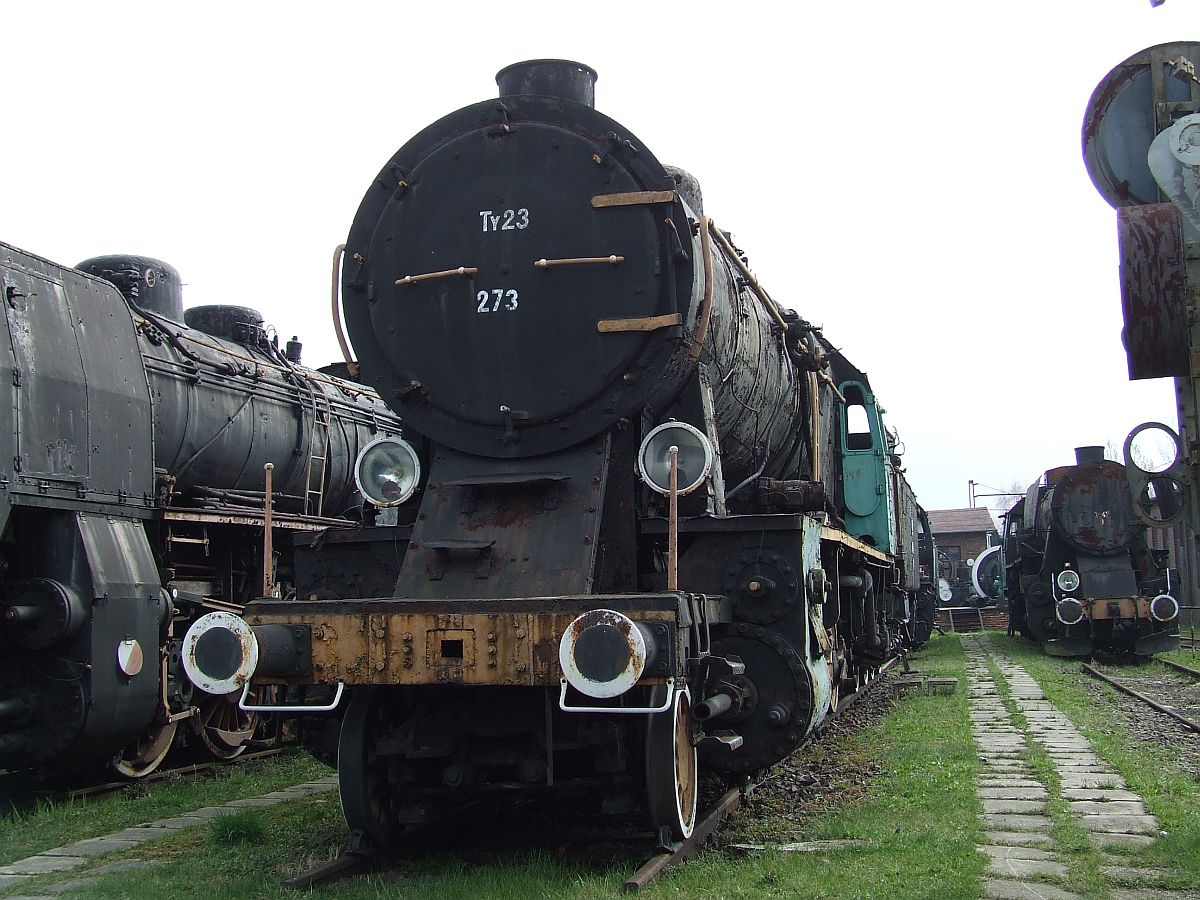
Szerokotorowy parowóz Ty23-273 z 1928 z WSABP w skansenie w Karsznicach

Warszawska Spółka Akcyjna Budowy Parowozów (WSABP), znana też jako „Parowóz” – polska fabryka budująca i remontująca parowozy. Istniała w latach 1920–1935, następnie do wybuchu II wojny światowej jako filia Zakładów Ostrowieckich. Produkcja obejmowała też silniki spalinowe, walce drogowe i lokomotywy spalinowe.

## Dwudziestolecie międzywojenne
Warszawska Spółka Akcyjna Budowy Parowozów została założona na początku 1920 przez Ziemski Bank Kredytowy we Lwowie, Polski Bank Przemysłowy we Lwowie oraz inż. Zygmunta Sochackiego. Podstawą do powołania spółki była umowa z rządem polskim, przewidująca zamówienie w fabryce w ciągu 10 lat budowy 350 parowozów oraz naprawy głównej 510 parowozów. Wykupiono w tym celu teren o powierzchni 28 500 m² w Warszawie, między ul. Kolejową a Karolkową, wraz ze znajdującymi się tam fabrykami „Borman i Szwede” oraz „J. Borkowski”. Przebudowano istniejącą kotlarnię i odlewnię oraz dobudowano między nimi trzecią halę, wybudowano też inne budynki i sieć torów. Wyposażenie obejmowało około 3000 obrabiarek. Do 1928 powierzchnia zakładów wzrosła do 82 000 m², w tym domy dla urzędników i kolonie robotnicze. Załoga w tym czasie wynosiła około 2800 pracowników.
Z braku własnych konstrukcji, fabryka współpracowała początkowo z austriacką firmą Wienner Neustadt (dawniej G. Sigl) z Wiednia. Początkowo w fabryce montowano z austriackich części parowozy serii 270, oznaczonej w Polsce jako Tr12. Pierwszy parowóz wyprodukowany w całości w kraju został zbudowany w marcu 1924. Ogółem zbudowano 60 lokomotyw Tr12. Od 1927 wyprodukowano 267 parowozów serii Ty23. Były to jedyne parowozy normalnotorowe spółki zbudowane dla PKP. W sumie „Parowóz” zbudował 267 egzemplarzy Ty23, 60 egzemplarzy Tr21, oraz 60 egzemplarzy Tr12
Oprócz parowozów normalnotorowych, fabryka budowała małe serie parowozów wąskotorowych, opracowanych przez własne biuro konstrukcyjne w kilku odmianach. Przede wszystkim, w 1929 zaprojektowano i zbudowano dla PKP udaną serię 21 wąskotorowych parowozów Wp29 (która stała się podstawą dla najliczniejszej powojennej serii Px48). Parowozy wąskotorowe budowano także na eksport do ZSRR – w 1932 6 tendrzaków, a w 1933 wspólnie z Fablokiem, 19 parowozów typu Unia. Ponadto, WSABP dokonywała napraw parowozów i tendrów oraz produkowała walce drogowe i wolnoobrotowe wysokoprężne silniki spalinowe konstrukcji Ludwika Ebermana.
Z powodu kryzysu gospodarczego i mniejszych zamówień rządowych, niż wynikało z umowy, spółka popadła w kłopoty finansowe i została sprzedana. 29 grudnia 1934 spółka została zakupiona przez Zakłady Ostrowieckie i dalej działała jako Wytwórnia Parowozów Zakładów Ostrowieckich – Oddział w Warszawie. Oprócz niewielkiej liczby lokomotyw spalinowych (4 typu FIAT 35) i parowych lub spalinowych lokomotyw wąskotorowych, spółka nie produkowała już jednak parowozów, a głównie zajmowała się produkcją na zamówienia wojskowe oraz kotłów parowozowych.

## II wojna światowa
Podczas II wojny światowej dawne zakłady WSABP zostały przejęte przez Niemców. Kontynuowano w nich produkcję kotłów parowozowych i naprawy parowozów. W latach 1943–1944 zbudowano jeszcze dla Niemców 30 parowozów serii BR 50-ÜK.
Podczas powstania warszawskiego zakład został zniszczony w 50%. Po wojnie został odbudowany, lecz nie wznowiono produkcji parowozów. Kontynuowano natomiast produkcję kotłów dla parowozów produkowanych w Fabloku i dla ZNTK. Zakłady funkcjonowały wówczas pod nazwą Warszawskie Zakłady Budowy Urządzeń Przemysłowych. Następnie, przekształcono profil zakładu na produkcję koparek i ciężkiego sprzętu budowlanego, jako Zakłady Mechaniczne im. Ludwika Waryńskiego.